# Topsentia dura
Topsentia dura är en svampdjursart som först beskrevs av Lindgren 1897.  Topsentia dura ingår i släktet Topsentia och familjen Halichondriidae. Inga underarter finns listade i Catalogue of Life.